# Hutch Dano

Hutchings Royal ’Hutch’ Dano (Santa Monica, 1992. május 21. –) amerikai színész, író, producer és zenész.
Legismertebb alakítása Zeke Falcone a 2009 és 2011 között futott Zeke és Luther című sorozatban. A Zombiber című filmben is szerepelt.

## Fiatalkora
Dano a kaliforniai Santa Monicában született. Színészcsaládból származik, apja, Rick Dano, nagyapja, Royal Dano. Dédanyja, Virginia Bruce az 1930-as és 40-es években színésznő volt, dédapja, J. Walter Ruben író és rendező.

## Pályafutása
Dano első komolyabb szerepe a Zeke és Luther című sorozatban volt. Majd szerepelt a Ramona és Beezus című filmben.
2010-ben szerepelt a Esküdt ellenségek: Los Angeles című sorozatban, amelyért a 32. fiatal művész díjak A tévésorozat legjobb teljesítménye - vendégszereplő fiatal színész 18–21 kategóriában jelölték.
2017-ben szerepelt a Behind the Walls című filmben.
2019-ben két filmben játszott, a Hoax és a Disappearance című filmekben.

## Filmográfia

### Film
| Év   | Magyar cím                     | Eredeti cím            | Szerep         | Magyar hang    |
| ---- | ------------------------------ | ---------------------- | -------------- | -------------- |
| 2019 |                                | Hoax                   | Justin Johnson |                |
| 2019 |                                | Disappearance          | Blake          |                |
| 2017 |                                | Behind the Walls       | Michael Harper |                |
| 2016 |                                | Sunflower              | Blake          |                |
| 2016 |                                | Drowners               | Gary           |                |
| 2016 |                                | Change of Heart        | Judd           |                |
| 2015 |                                | Double Daddy           | Lucas          |                |
| 2014 | Zombiber                       | Zombeavers             | Sam            |                |
| 2014 |                                | Congratulations, Josh! | Josh           |                |
| 2013 | Ma úgy vagyok, hogy jól vagyok | Feels So Good          | Evan           | Baráth István  |
| 2010 | Ramona és Beezus               | Ramona and Beezus      | Henry Huggins  | Berkes Bence   |
| 2010 | Bátyám, a főcserkészlány       | Den Brother            | Alex Pearson   | Molnár Levente |

### Televízió
| Év         | Magyar cím                     | Eredeti cím                | Szerep       | Megjegyzések                                     |
| ---------- | ------------------------------ | -------------------------- | ------------ | ------------------------------------------------ |
| 2020       | Shameless – Szégyentelenek     | Shameless                  | Dash         | 1 epizód: This Is Chicago!                       |
| 2017       |                                | Training Day               | Butler       | 1 epizód                                         |
| 2016       |                                | The Encounter              | JD           | 1 epizód                                         |
| 2011       |                                | Peter Punk                 | Zeke Falcone | 1 epizód                                         |
| 2011       | A nagy svindli                 | White Collar               | Scott Rivers | 1 epizód: Szabad rablás                          |
| 2010       | Esküdt ellenségek: Los Angeles | Law and Order: Los Angeles | Luke Jarrow  | 1 epizód: Playa Vista magyar hangja Czető Roland |
| 2009, 2011 | Zack és Cody a fedélzeten      | The Suite Life on Deck     | Moose        | 2 epizód                                         |
| 2009–2012  | Zeke és Luther                 | Zeke and Luther            | Zeke Falcone | főszereplő magyar hangja Berkes Bence            |